# Municipio de Cotton Hill (Misuri)
El municipio de Cotton Hill (en inglés: Cotton Hill Township) es un municipio ubicado en el condado de Dunklin en el estado estadounidense de Misuri. En el año 2010 tenía una población de 5755 habitantes y una densidad poblacional de 62,4 personas por km².

## Geografía
El municipio de Cotton Hill se encuentra ubicado en las coordenadas 36°33′36″N 89°59′38″O / 36.56000, -89.99389. Según la Oficina del Censo de los Estados Unidos, el municipio tiene una superficie total de 92.22 km², de la cual 92.16 km² corresponden a tierra firme y (0.07%) 0.06 km² es agua.

## Demografía
Según el censo de 2010, había 5755 personas residiendo en el municipio de Cotton Hill. La densidad de población era de 62,4 hab./km². De los 5755 habitantes, el municipio de Cotton Hill estaba compuesto por el 77.25% blancos, el 19.37% eran afroamericanos, el 0.23% eran amerindios, el 0.26% eran asiáticos, el 0.02% eran isleños del Pacífico, el 0.83% eran de otras razas y el 2.03% pertenecían a dos o más razas. Del total de la población el 1.82% eran hispanos o latinos de cualquier raza.